# نوبوهیسا فوروکاوا
نوبوهیسا فوروکاوا (انگلیسی: Nobuhisa Furukawa؛ زادهٔ ۱۵ اکتبر ۱۹۹۴) بازیکن فوتبال اهل ژاپن است.